# 龙湖中环北站
龙湖中环北站是郑州地铁4号线的地铁车站，位于中华人民共和国河南省郑州市金水区龙湖中环北路与龙源西二街交叉口，于2020年12月26日随4号线的开通而启用。

## 车站结构
龙湖中环北站的主体结构位于龙湖中环北路与龙源西二街交叉口的地下，沿龙湖中环北路呈东西向布置。其中B1层为站厅层，B2层为站台层。
| 1F  | 地面     | 所有出入口                                               |
| B1F | 站厅     | 客服中心、自动售票机、行李检查、闸机、车站控制室、警务室 |
| B2F | █ 4号线  | 往老鸦陈方向（清华附中）                                 |
| B2F | 岛式站台 | 至站厅                                                   |
| B2F | █ 4号线  | 往郎庄方向（龙湖北）                                     |

### 站厅
龙湖中环北站的站厅位于B1层，设有客服中心、自动售票机、行李检查等设施。站厅由闸机和栏杆分隔为付费区和非付费区，站厅两端为非付费区，之间经通道连接，中部为付费区，内设有自动扶梯、步梯和无障碍电梯连接站台。站厅非付费区C口通道处设有卫生间和母婴室。

### 站台
龙湖中环北站设一座岛式站台，位于B2层，安装有高站台门。站台呈东西向，北侧站台面由4号线老鸦陈方向的列车使用，南侧站台面由4号线郎庄方向的列车使用。

### 出入口
龙湖中环北站设有A、B、C、D共4个出入口，分别位于龙湖中环北路与龙源西二街交叉路口的东南、西南、西北、东北四角，连接地面和站厅的非付费区，目前C口未启用，D口设有无障碍电梯。
该站各出入口信息如下表所示。
| 编号                              | 指示               | 接驳交通 |
| --------------------------------- | ------------------ | -------- |
|                                   | 龙湖中环北路（南） |          |
|                                   | 龙源西二街（西）   |          |
| （未启用）                        | 龙源西二街（西）   |          |
|                                   | 龙源西二街（东）   |          |
| 注： 设有无障碍电梯 \| 设有卫生间 |                    |          |